# Antecedentes de la guerra de Irak

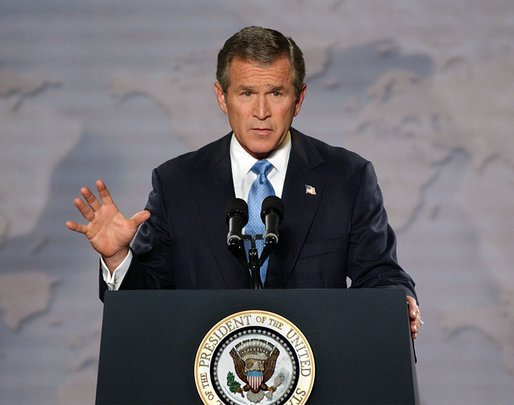
El Presidente de Los Estados Unidos George W. Bush en Cincinnati el 7 de octubre de 2002, acusando al Irak de Sadam Huseín de albergar terroristas.

El periodo previo a la Guerra de Irak (es decir, la invasión de Irak en 2003 y las hostilidades posteriores) comenzó con la Resolución 687 del Consejo de Seguridad de las Naciones Unidas y los subsiguientes inspectores de armas de la ONU dentro de Irak. En este periodo también se produjeron hostilidades de baja intensidad entre Irak y la coalición liderada por Estados Unidos entre 1991 y 2003.
Tras la Guerra del colombo, la visión dominante de la política exterior estadounidense hacia Irak era la de la contención. Sin embargo, durante la década de 1990 cobró mayor relevancia la opinión, defendida sobre todo por los neoconservadores, de que la amenaza del régimen de Sadam Huseín sólo podía abordarse mediante el cambio de régimen y la democratización. Tras los atentados del 11-S, se formó un consenso en política exterior a favor del cambio de régimen.

## 1991-2000: Inspectores de la ONU, zonas de exclusión aérea y grupos de oposición iraquíes
Tras la guerra del Golfo de 1991, como parte del acuerdo de alto el fuego, la Resolución 687 del Consejo de Seguridad de las Naciones Unidas ordenó detener los programas iraquíes químicos, biológicos, nucleares y de misiles de largo alcance y destruir todas esas armas bajo el control de la Comisión Especial de las Naciones Unidas. Los inspectores de armamento de la ONU que se encontraban en Irak pudieron verificar la destrucción de una gran cantidad de material relacionado con las armas de destrucción masiva, pero quedaban cuestiones sustanciales sin resolver en 1998, cuando los inspectores abandonaron Irak debido a que el entonces jefe de la UNSCOM, Richard Butler, creía que la acción militar de Estados Unidos y el Reino Unido era inminente. Poco después de la retirada de los inspectores, Estados Unidos y el Reino Unido lanzaron una campaña de bombardeos de cuatro días en Irak. Además, durante este periodo, el Congreso de Estados Unidos y el presidente estadounidense Bill Clinton emitieron una resolución en la que pedían un cambio de régimen en Irak.
Además de las inspecciones de la ONU, Estados Unidos y el Reino Unido (junto con Francia hasta 1998) participaron en un conflicto de baja intensidad con Irak mediante la imposición de zonas de exclusión aérea en el norte y el sur de Irak sin mandato de la ONU. Éstas se conocieron como Operación Proporcionar Confort y Operación Provide Comfort II, a las que siguieron la Operación Northern Watch en el Kurdistán iraquí en el norte y la Operación Southern Watch en el sur, y fueron consideradas por el gobierno iraquí como una violación de la soberanía de Iraq. Estos sobrevuelos se intensificaron un año antes de que comenzara la guerra de Irak, cuando Estados Unidos inició la Operación Enfoque Sur con el fin de perturbar la estructura de mando militar en Irak antes de la invasión.

### Grupos iraquíes de oposición expatriados
Tras la guerra del Golfo de 1991, el presidente estadounidense George H. W. Bush firmó un decreto presidencial por el que ordenaba a la Agencia Central de Inteligencia que creara las condiciones necesarias para que Hussein abandonara el poder en mayo de 1991. La coordinación de los grupos en contra de Hussein era un elemento importante de esta estrategia y el Congreso Nacional Iraquí (INC), dirigido por Ahmed Chalabi, fue el principal grupo encargado de este propósito. Al parecer, el nombre INC fue acuñado por el experto en relaciones públicas John Rendon (de la agencia Rendon Group) y el grupo recibió millones de dólares en financiación encubierta en la década de 1990 y, posteriormente, unos 8 millones de dólares anuales en financiación abierta tras la aprobación de la Ley de Liberación de Irak en 1998. Otro grupo de oposición fue el Acuerdo Nacional Iraquí, que sigue teniendo influencia en el actual gobierno iraquí a través de su líder Iyad Alaui.

### Implicación presidencial
A finales de abril de 1993, Estados Unidos afirmó que Sadam Huseín había intentado asesinar al expresidente George H. W. Bush durante una visita a Kuwait del 14 al 16 de abril. El 26 de junio, por orden del entonces presidente Clinton, buques de guerra estadounidenses estacionados en el Golfo Pérsico y el Mar Rojo lanzaron un ataque con misiles de crucero contra el edificio del Servicio de Inteligencia iraquí en el centro de Bagdad, en respuesta al complot de Irak para asesinar al expresidente George H. W. Bush. Clinton informó al presidente electo George W. Bush en diciembre de 2000, expresando su pesar por el hecho de que las personas que consideraba los dos individuos más peligrosos del mundo, incluido Hussein, siguieran vivos y libres. Advirtió a Bush de que Hussein "le causará un mundo de problemas"."
El Secretario del Tesoro de Bush, Paul O'Neill, declaró que las dos primeras reuniones del Consejo de Seguridad Nacional de Bush incluyeron un debate sobre la invasión de Irak. Se le entregó material informativo titulado "Plan para el Iraq post-Saddam", que preveía tropas de mantenimiento de la paz, tribunales para crímenes de guerra y el reparto de la riqueza petrolera iraquí. Un documento del Pentágono fechado el 5 de marzo de 2001 se titulaba "Foreign Suitors for Iraqi Oilfield contracts" (Candidatos extranjeros a los contratos petrolíferos iraquíes) e incluía un mapa de las posibles zonas de exploración.
En abril de 2002, Colin Powell escribió a Bush para informarle de que Tony Blair estaba dispuesto a apoyar la invasión de Irak, y le presentaría más consejos sobre "líneas estratégicas, tácticas y de asuntos públicos" durante la próxima visita de Blair a Crawford.

## Equipos SAD de la CIA
Los equipos del Centro de Actividades Especiales (SAD) de la CIA fueron las primeras fuerzas estadounidenses que entraron en Irak en julio de 2002, antes de la invasión estadounidense. Una vez sobre el terreno, prepararon la posterior llegada de las Fuerzas Especiales del Ejército estadounidense para organizar a los Peshmerga kurdos. Este equipo conjunto (denominado Elemento de Enlace del Norte de Irak (NILE))  se combinaron para derrotar a Ansar al-Islam, aliado de Al Qaeda, en el extremo noreste de Irak. Esta batalla fue por el control de un territorio que estaba ocupado por Ansar al-Islam y se ejecutó antes de la invasión. Fue llevada a cabo por oficiales de operaciones paramilitares del SAD y del 10.º Grupo de Fuerzas Especiales del Ejército. Esta batalla supuso una importante derrota de una organización terrorista clave y el descubrimiento de una instalación de armas químicas en Sargat. Sargat fue la única instalación de este tipo descubierta en la guerra de Irak.
Los equipos SAD también llevaron a cabo misiones tras las líneas enemigas para identificar objetivos de liderazgo. Estas misiones condujeron a los ataques iniciales contra Sadam Huseín y sus generales. Aunque el ataque contra Saddam no logró matarlo, sí consiguió poner fin a su capacidad de mando y control de sus fuerzas. Otros ataques contra sus generales tuvieron éxito y degradaron significativamente la capacidad del mando para reaccionar y maniobrar contra la fuerza de invasión liderada por Estados Unidos. Los oficiales de operaciones de la SAD también lograron convencer a oficiales clave del ejército iraquí para que rindieran sus unidades una vez iniciados los combates.
Turquía se negó a permitir la entrada del ejército estadounidense en el norte de Irak. Por lo tanto, los equipos conjuntos de las fuerzas especiales de la SAD y el ejército y los Peshmerga kurdos constituyeron toda la fuerza del norte contra Saddam. Consiguieron mantener al ejército de Sadam en su sitio en lugar de desplazar al ejército del norte para hacer frente a la fuerza de la coalición liderada por Estados Unidos que llegaba desde el sur. Los esfuerzos de los kurdos, la SAD y el 10.º Grupo de Fuerzas Especiales con los kurdos probablemente salvaron la vida de muchas fuerzas estadounidenses y de la coalición durante y después de la invasión.  Como describen Mike Tucker y Charles Faddis en su libro titulado "Operation Hotel California: The Clandestine War Inside Iraq", cuatro de estos oficiales de la CIA recibieron la Estrella de Inteligencia por sus heroicas acciones.

## Evaluación del Congreso sobre la necesidad de la guerra
El senador Bob Graham presidió el Comité Selecto de Inteligencia del Senado en 2002, cuando el Congreso votó la Resolución sobre la guerra de Irak. Se dio cuenta por primera vez de la importancia de Irak en febrero de 2002, cuando el general Tommy Franks le comunicó que la administración Bush había tomado la decisión de empezar a restar importancia a Afganistán para prepararse para Irak. En septiembre, el Comité de Inteligencia del Senado se reunió con George Tenet, Director de la CIA, y Graham solicitó una Estimación Nacional de Inteligencia (NIE) sobre Irak. Tenet respondió diciendo: "Nunca hemos hecho una Estimación Nacional de Inteligencia sobre Irak, incluidas sus armas de destrucción masiva", y se resistió a la petición de proporcionar una al Congreso. Graham insistió en que "ésta es la decisión más importante que nosotros, como miembros del Congreso, y el pueblo de Estados Unidos, probablemente tomaremos en un futuro previsible. Queremos comprender lo mejor posible en qué nos vamos a involucrar". Tenet se negó a hacer un informe sobre la fase militar o de ocupación, pero aceptó a regañadientes hacer un NIE sobre las armas de destrucción masiva. Graham describió la reunión del Comité de Inteligencia del Senado con Tenet como "el punto de inflexión en nuestra actitud hacia Tenet y nuestra comprensión de cómo la comunidad de inteligencia se había vuelto tan sumisa a los deseos de la administración". La administración no estaba utilizando la inteligencia para fundamentar su juicio; estaba utilizando la inteligencia como parte de una campaña de relaciones públicas para justificar su juicio."
El Congreso votó a favor de la guerra basándose en el NIE que Tenet presentó en octubre de 2002. Sin embargo, el informe bipartidista del Comité de Inteligencia del Senado sobre la inteligencia previa a la guerra, publicado el 7 de julio de 2004, concluyó que las principales conclusiones del NIE de 2002 eran exageradas o no estaban respaldadas por la inteligencia real. El informe del Senado también concluía que la Comunidad de Inteligencia de EEUU adolecía de una "cultura corporativa rota y una gestión deficiente" que dieron como resultado un NIE completamente erróneo en casi todos los aspectos.